# Сиропитательный дом
Сиропитательный дом — благотворительное заведение, созданное для заботы о детях-сиротах и подкидышах до достижения ими десятилетнего возраста в XIX веке в Новочеркасске Ростовской области. Вначале учреждение располагалось в доме казака Тамбовцева, затем переехало в дом на Платовском проспекте, 28.

## История
22 февраля 1842 года в городе Новочеркасске открылся сиропитательный дом, созданный для оказания помощи детям-сиротам и подкидышам, о которых не было кому позаботиться. Этот сиропитательный дом был третьи учреждением такого плана на территории России. Для нужд учреждения был арендован дом казака Тамбовцева. Были введены должности заведующей и надзирательницы. Дети в сиропитательный дом поступали из разных мест: кого-то находили у церквей Ростова-на-Дону или Нахичевани, кто-то был брошен у домов состоятельных людей, проживающих в Таганроге или селений области войска Донского. Для людей, разыскивающих детей, были учреждены специальные должности. Ограничительные нормы по количеству поступающих детей в учреждение, отсутствовали.
Привезённые дети поступали на попечение к кормилицам, у которых могли остаться по достижении трёхлетнего возраста или перейти под присмотр воспитательниц. В первое время детей нужно было привозить в Новочеркасск и показывать в сиропитательном доме. На кормление детей выделялось по 4 рубля ежемесячно. Были дети, которые проживали в доме постоянно, в связи с тем, что заботу на себя о них никто не брал. Считалось, что по достижении десятилетнего возраста, дети должны были искать себе заработок и обеспечивать себя самостоятельно.
В мае 1869 года Почётной Попечительницей сиропитательного дома в Новочеркасске стала Ольга Ивановна Черткова. По статистическим данным, в период с 1860 по 1870 год на попечении учреждения ежегодно находилось от 700 до 1000 воспитанников, но дети проживали в достаточно тяжёлых условиях. В 1880-х годах численность детей в заведении увеличилась и оно переехало в дом на Платовском проспекте, 28. Но на содержание детей выделяли мало средств, и руководство решило обратиться за субсидией к войску Донскому. А Войсковой Наказной Атаман войска Донского Николай Иванович Святополк-Мирский в свою очередь, решил начать ходатайствовать о прекращении работы сиропитательного учреждения, так как оно находилось в очень бедственном состоянии.
Но учреждение продолжало работать. В 1899 году Почётной Попечительницей дома стала Мария Николаевна Максимович. В июле того же года, она направила официальное письмо атаману войска Донского, в котором говорила о тяжёлом положении сиропитательного дома и просила про увеличение материальной помощи. Благодаря инициативе М. Н. Максимович, в 1900 году было создано Донское Общество призрения детей Новочеркасского сиропитательного дома и она стала его председателем. Среди целей общества была указана помощь детям одеждой, пищей, обучением. Обществу была выделена помощь в размере 20 тысяч рублей, в будущем благотворительные сборы продолжили поступать.
В 1901 году стало действовать Постановление городских дум относительно выделения пособия Донскому Обществу призрения детей Новочеркасского сиропитательного дома. Из городской казны Таганрога и Нахичевани-на-Дону каждый год выделялось по 300 рублей, и 1000 рублей ежегодно из средств Ростовской думы. В 1905 году дополнительно стало поступать 1200 рублей на поиск детей-сирот и их отправку в сиропитательный дом. В Ростове-на-Дону планировали открыть сиропитательный дом, в связи с тем, что ежегодно из этого города в Новочеркасск поступало около 150 детей. Часто сиропитательный дом упоминался в завещаниях: вдова сотника Прасковья Ивановна Потапова оставила сиропитательному дому 300 рублей.